# DJ Gaoussou
DJ Gaoussou, ex-DJ, est un chanteur ivoirien dans le style Coupé-décalé.

## Biographie
En 2003, en pleine crise ivoirienne, le mouvement musical entrainé par les disc-jockeys ivoiriens va enregistrer l'arrivée sur scène de DJ Gaoussou. Son album Moyomaya connait un décollage total. Il va prendre ensuite du recul pour confectionner une seconde œuvre intitulée Moyomaya 2 de 12 titres dont 3 remix qu'il s'apprête à mettre sur le marché discographique cette année 2008, déjà déclaré depuis 2006 au BURIDA (cet album devait sortir en 2006).
Mais un des morceaux de son prochain album nommé Pourquoi tu m'en veux ? aurait été plagié par le groupe Petit Yodé & l'Enfant Siro dans leur album Sign'zo sorti en 2007, cette affaire est actuellement au BURIDA et l'enquête se poursuit après la lettre d'opposition de DJ Gaoussou envoyée au BURIDA. À la suite de ces accusations de « plagiat » l'Enfant Siro appelle DJ Gaoussou sur son portable pour l'insulter et lui lancer des menaces de mort, DJ Gaoussou porte immédiatement plainte au commissariat du 26e arrondissement (Abidjan).

## Discographie
- 2003 : Moyomaya
- 2008 : Moyomaya 2